# Joël Riquelme
Joël Riquelme (né le 4 octobre 1957 à Oran) est un athlète français, spécialiste du 800 mètres.

## Palmarès
- 2 sélections en équipe de France A.

- Il est l'actuel codétenteur du Record de France du relais 4 × 800 mètres avec Roqui Sanchez, Philippe Dupont et Roger Milhau avec le temps de 7 min 13 s 6[1] (Bourges 23 juin 1979).

## Meilleurs temps
| Épreuve | Performance  | Date |
| ------- | ------------ | ---- |
| 800 m   | 1 min 47 s 8 | 1981 |
| 1 000 m | 2 min 22 s 3 | 1980 |

## Carrière sportive
| Sélections en Equipe de France | Sélections en Equipe de France | Sélections en Equipe de France | Sélections en Equipe de France | Sélections en Equipe de France | Sélections en Equipe de France | Sélections en Equipe de France | Sélections en Equipe de France | Sélections en Equipe de France |
| Année                          | Rencontre                      | Catg.                          | Epreuve                        | Place                          | Performance                    | Date                           | Lieu                           | Remarque                       |
| ------------------------------ | ------------------------------ | ------------------------------ | ------------------------------ | ------------------------------ | ------------------------------ | ------------------------------ | ------------------------------ | ------------------------------ |
| 1979                           | Relais Jacques-Cœur            | Int A                          | 4 x 800 m                      | 1er                            | 7 min 13 s 6                   | 23/06/1979                     | Bourges                        | Record de France               |
| 1979                           | Grande-Bretagne - France       | Int A                          | 800 m                          | 4ème                           | 1 min 49 s 54                  | 30/06/1979                     | Cwmbran                        |                                |